# جان فورجام
جان فورجام (انگلیسی: John Forgeham؛ زادهٔ ۱۴ مهٔ ۱۹۴۱-درگذشته ۱۰ مارس ۲۰۱۷)؛ یک هنرپیشه بریتانیایی سینما و تلویزیون بود. او دانش‌آموختهٔ آکادمی سلطنتی هنرهای دراماتیک بود.
او در سال ۲۰۱۷ به شکل عجیبی پس از سقوط از تخت خواب و شکستن گردنش درگذشت.

## گزیدهٔ فیلم‌شناسی

### سینما
- تعهد تابعیت (۲۰۰۷)
- مین ماشین (۲۰۰۱)
- بوسه اژدها
- آمریکایی‌های جوان (۱۹۹۳)
- پاپ ژان پل دوم (۱۹۸۴)
- شینا (۱۹۸۴)
- کسب و کار ایتالیایی (۱۹۶۹)

### تلویزیون
- برژراک (۱۹۸۸)
- بو ژست (۱۹۸۲)
- شووسترینگ (۱۹۸۰–۱۹۷۹)
- سوئینی (۱۹۷۸–۱۹۷۵)
- انتقام‌جویان (۱۹۶۹–۱۹۶۱)